# Barreda (Torrelavega)
Barreda es una localidad del municipio de Torrelavega (Cantabria, España). Es el núcleo situado más al norte del término, a 2,2 kilómetros de la capital y 20 metros de altitud sobre el nivel del mar. El código postal de Barreda es el 39300. En esta localidad se encuentra el matadero comarcal.

## Economía
La industria goza de mucho protagonismo en esta localidad, puesto que aquí se asentó desde 1904 para la producción de sosa cáustica y carbonato sódico, Solvay (en 1867 había iniciado la explotación de la sal de Polanco), que supuso la consolidación de Torrelavega como cinturón industrial de Cantabria. La importancia que trajo este emplazamiento para toda la comarca del Besaya y especialmente para Barreda tuvo su reflejo no solo en el aspecto económico sino también en el ámbito social.

## Demografía
| 2000 | 2001 | 2002 | 2003 | 2004 | 2005 | 2006 |
| ---- | ---- | ---- | ---- | ---- | ---- | ---- |
| 2295 | 2973 | 2948 | 2977 | 2932 | 2897 | 2828 |

Fuente: INE

## Cultura

### Deportes
- Junto a la factoría se ubicó el campo de fútbol del Barreda, que es conocido como los campos de Solvay.[2]
- La bolera municipal tiene una capacidad para unas 200 personas y se la denomina Casino Solvay. En dicha bolera juega sus partidos la Peña Bolística Solvay.[3]
- Existe otra bolera, popularmente conocida como la bolera de Barreda, frente la gasolinera, donde juega la Peña Puntaocoz, que actualmente milita en 3ª regional

### Fiestas
- Solvay organiza cada año un maratón cultural en el que participan escolares de toda la región, que tiene lugar con motivo de las fiestas patronales de Santa María de Barreda.
- 22 de mayo, Santa María.
- 23 de julio, El Trabajador, El Salvador.
- 12 de octubre, Ntra Sñra Del Pilar, La Palmera.
- En los inicios del otoño, se celebra la Magosta.